# Inmigración árabe en Chile
La inmigración árabe en Chile se dio de forma espontánea, estimulada por presiones de orden, político y religioso, acompañada también de cierto espíritu aventurero. La gran mayoría de los inmigrantes musulmanes provinieron de Oriente Medio y en la actualidad la colonia del pueblo árabe se consagra como la más grande e influyente de asiáticos en el país.

## Historia

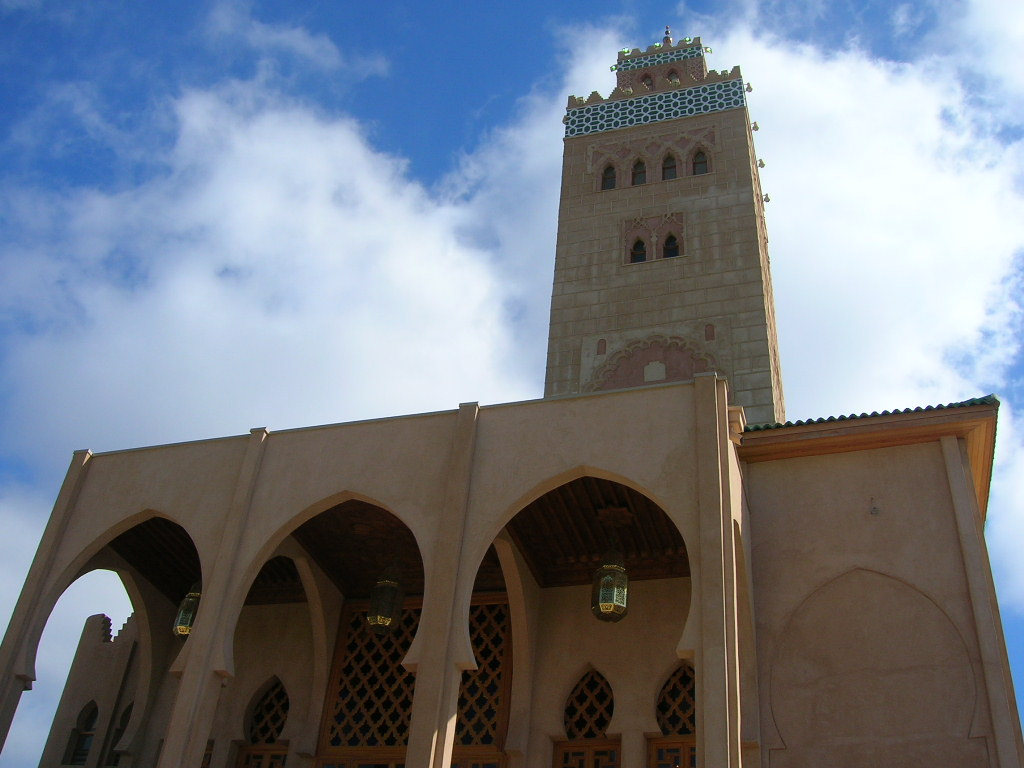
La Mezquita de Coquimbo.

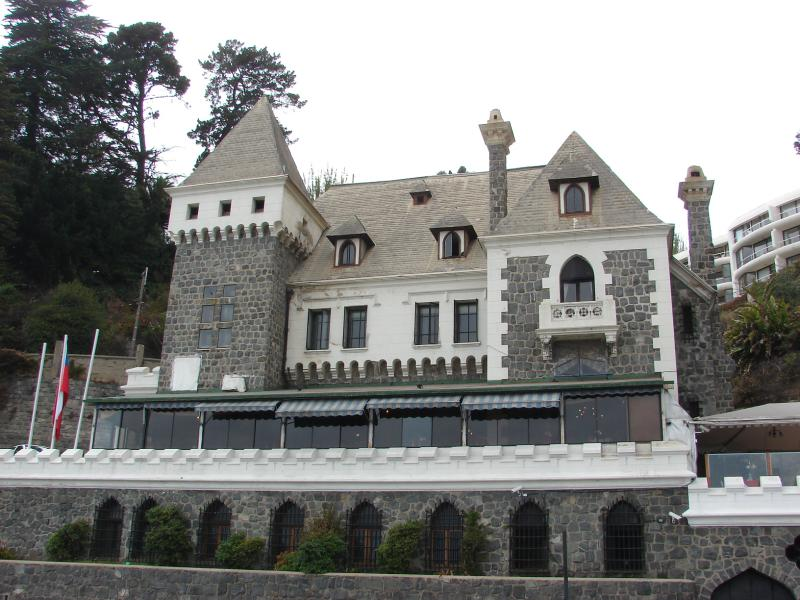
Frontis del Club Árabe de Viña del Mar.

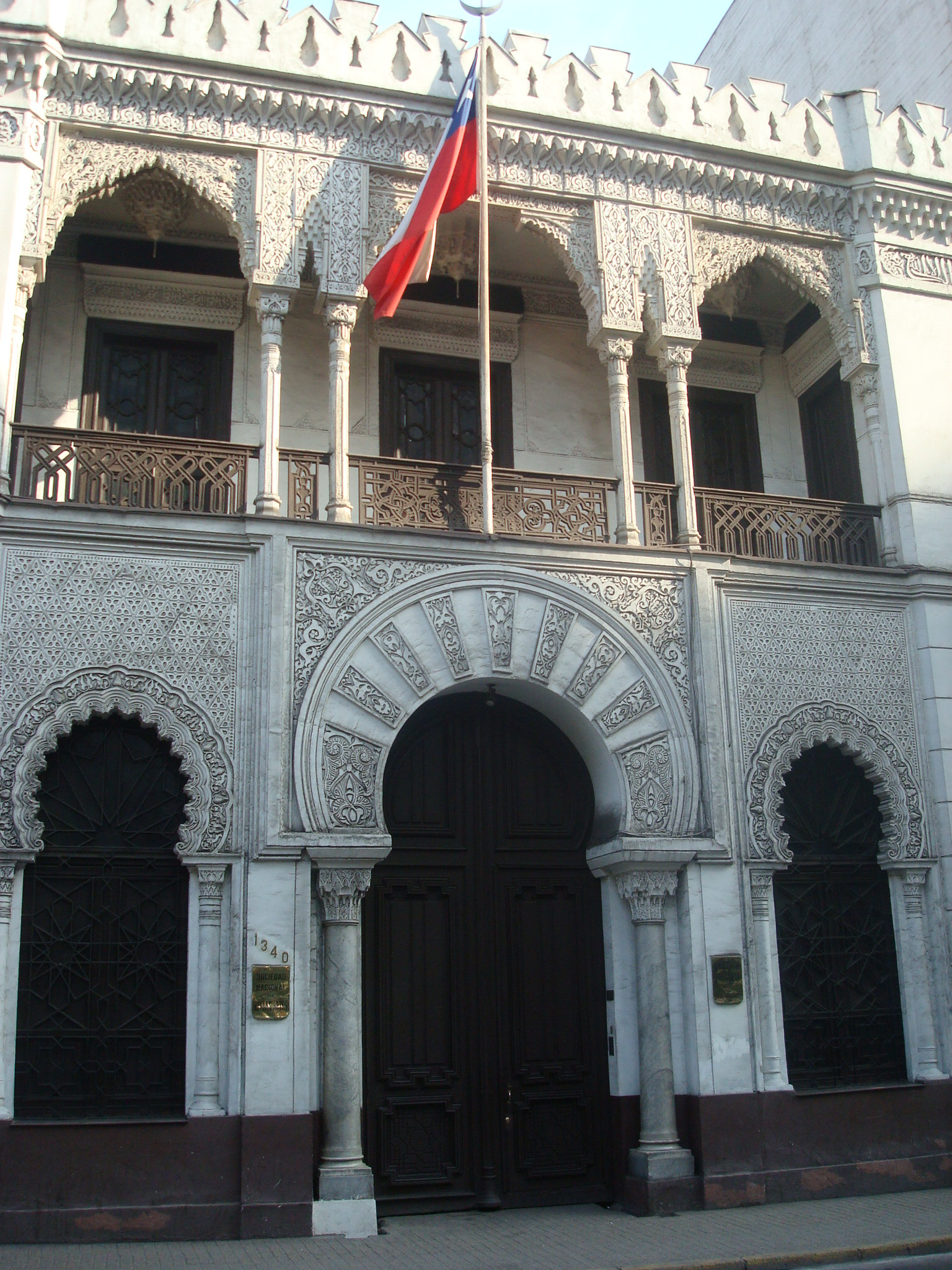
El Palacio La Alhambra de Santiago, réplica de la arquitectura islámica de arte hispanomusulmán.

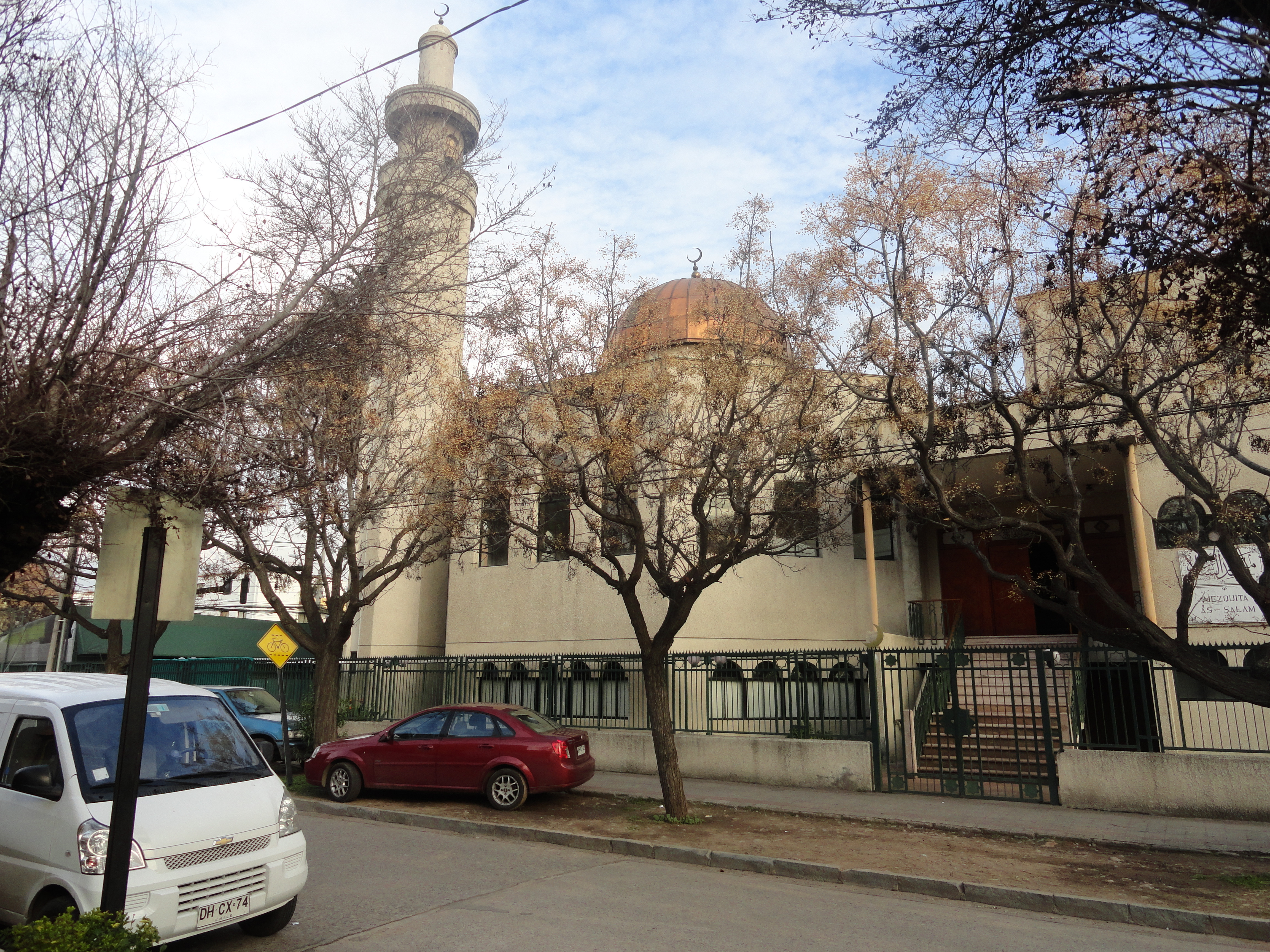
La Mezquita As-Salam de Santiago.

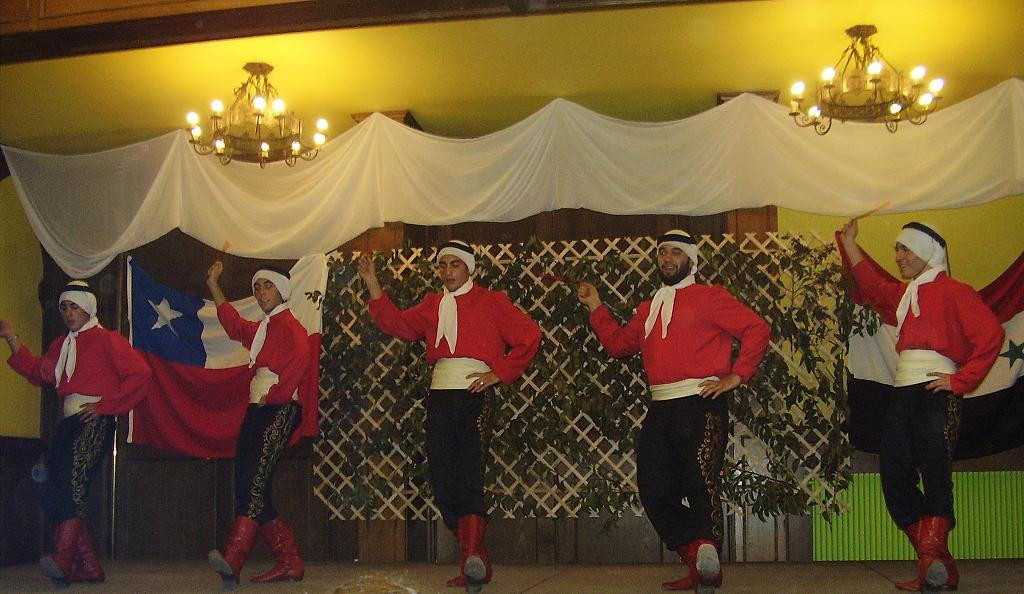
Grupo bailando dabke en el Club Sirio Unido de Chile.

Los primeros árabes registrados en un censo se remontan al realizado en 1895, las primeras comunidades que emigraron a Chile eran de grandes riquezas, sin embargo, en 1854 y 1884 aparecen algunos súbditos del Califato Otomano, los que bien podrían ser del Líbano, Palestina o Siria, que formaban parte del Imperio en ese entonces. Pese a que por extensión se comenzaron a llamar como "turcos" a todos los árabes llegados al país, la comunidad turca en Chile es mucho menor en número y presencia. 
La mayoría de los palestinos llegaron a principios del siglo XX, escapando del Califato Otomano debido principalmente a que profesaban la religión cristiana, la dominación opresiva y acompañada también de cierto espíritu aventurero y el estallido de la Primera Guerra Mundial. Cabe señalar que la opresión turca otomana (sunnitas) no sólo se vio reflejada en la minoría cristiana de Siria, Palestina y Líbano, sino que también en contra de los musulmanes chiitas que arribaron a toda la costa atlántica siendo mayoría en la región y que algunos pasaron via Argentina a Chile a comienzos del 1900 localizándose a lo largo del país aportando con su cultura y trabajo al desarrollo de Chile.
A su llegada, los árabes se dedicaron a trabajar principalmente en el sector comercial. La colectividad palestina, a pesar de sus diferencias culturales con la sociedad chilena, logró compenetrarse y formar parte importante de la clase media del país, aunque algunos de sus miembros ostentan algunas de las riquezas más grandes del país. Aunque la mayoría de las otras familias árabes residieron en el Barrio Patronato, en Santiago y la ciudad de La Calera fueron sus principales centros de residencia, reunión y comercio por muchos años, en el último tiempo se han desplazado a lo largo de la ciudad de Chile y comunas de Santiago como, Las Condes, Providencia, Maipú, Recoleta y Ñuñoa.
En Beit Jala, tanto como en Beit Sahour o en Belén, se sabe más de Chile de lo que cualquier santiaguino común sabe de Medio Oriente. Porque todos allí tienen familia en este país, a 14 mil kilómetros de distancia. Primos lejanos, tíos en quinto grado, sobrinos y sobrinas de ultramar que cada vez que se dejan caer convulsionan la vida de sus parientes, más acostumbrados a los disparos y a los uniformes militares que a las visitas sorpresa. Todos forman una gran familia extendida que incluye a los palestinos-chilenos, aquellos descendientes de los miles de Aziz, Ali, Jalil y Hannah que cambiaron las túnicas por el traje "a la europea" y se embarcaron rumbo a América desde 1860.
En la misma época en que 50 millones de almas escapaban de Europa al nuevo continente, y los países de este lado del Atlántico instalaban sus agencias de inmigración en Alemania y Francia, los palestinos se sumaban al gran desplazamiento humano. Se venían por las suyas. Nadie los invitaba, nadie los recibía. Hoy en Chile los descendientes de esa generación suman alrededor de 500 mil. No existe una cifra exacta, pero sí un récord que todos repiten: es la comunidad palestina más grande fuera del mundo árabe. A eso se debe que los obituarios del último tiempo de "El Mercurio" se repleten de nombres orientales. Son las víctimas de la incursión israelí a Jerusalén y Gaza con tantos deudos allá como en La Calera, Santiago o Curicó. La repercusión más triste de una inmigración que se encontró con dificultades que pocos quieren recordar, y que en menos de tres décadas pasó de los conventillos, la venta ambulante y la discriminación a la plena integración, y en más de algún caso, a las grandes fortunas.
El gran flujo migratorio árabe parte en 1860 y se extiende hasta 1900. Se calcula que los árabes que vinieron a América alcanzaron el millón de personas. Hasta 1918 los palestinos migraron con pasaporte turco. Los puertos de salida eran Beirut, Haifa y Alejandría; y el trayecto se hacía vía Génova y Marsella.
Hasta fines del siglo XIX, la población de Palestina bordeaba los 600 mil habitantes. En aquel entonces el número de judíos era de 35 mil. En 1931 había 1 millón de habitantes: 71 por ciento de musulmanes, 3 por ciento de judíos, 25 por ciento de cristianos y 1 %  Druzos.
Las grandes concentraciones de emigrantes sirios, palestinos, libaneses y sus descendientes están en Brasil, Argentina, Colombia, Venezuela y Chile. Se estima que en América Latina sumarían 8 millones, de estos, 4,5 millones estarían en el Cono Sur.
En 1940 la Guía social de la Colonia Árabe en Chile : (Siria, Palestina, Libanesa), que puede ver en Memoria Chilena, estimaba en 13.466 el número de árabes en Chile.
El 61 % de los árabes llegados a Chile lo hizo entre 1900 y 1930. Más del 60 % de árabes que llegaban tenían entre 10 y 30 años.
En 1912 aparece Al Muerched, el primer periódico chileno escrito en árabe. Se calcula que existieron como mínimo 12 publicaciones del tipo durante los 40 años de inmigración.
Actualmente la inmigración árabe, especialmente palestina sigue siendo importante, aparte de la llegada de ellos por sus propios medios de Chile, en abril del año 2008 llegaron a suelo chileno 117 refugiados palestinos. Luego de una inmigración constante con el paso de los años, la colectividad palestina en Chile pasó a ser la más grande del mundo fuera del Medio Oriente, con alrededor de 500 mil miembros. Además de la fuerte influencia y variada diversidad en ámbitos del quehacer nacional, un hecho que demuestra su gran presencia es la convocatoria de al menos 7 futbolistas chileno-palestinos (como Roberto Bishara) en la selección de fútbol de Palestina durante las clasificatorias asiáticas de la Copa Mundial de Fútbol de 2006. También se ve reflejada la influencia de esta comunidad en el deporte es en el Estadio Palestino y en el club de fútbol de Primera División Palestino.
De igual manera, existen en el país comunidades de origen sirio y el líbanes, aunque en una menor proporción respecto de los palestinos. Estas comunidades del Medio Oriente son en su mayoría árabes cristianos que profesan principalmente el catolicismo y en menor grado existen ciertos miembros de la Iglesia ortodoxa, el judaísmo y el islam, presentando un incremento en su difusión a nivel académico y comunicacional e incluso en la conversión atraídos por la cultura árabe musulmana destacando por la cantidad de libros traducidos al castellano y difundidos por internet por la comunidad musulmana. Destaca recordar que los emigrantes sirios del área del Qalemun, situada entre Damasco y Homs, de los pueblos de An Nebek, Yabrud, Qaraa y Deir Atiyeh, fundaron las primeras entidades musulmanas en Argentina y Chile. En Chile se fundó la Sociedad Unión Musulmana en 1926, bajo el liderazgo de Tawfiq Rumie.

## Inicios de la vida en Chile
Los primeros inmigrantes se instalaron en Santiago en tres barrios: Recoleta, Independencia y Matucana.

### Instituciones
Sus instituciones comunitarias más destacadas:
- Club Deportivo Palestino. Fundado en 1920, juega en la primera división del fútbol chileno desde 1952 ha sido 2 veces campeón de este (`58 y `78), 2 veces campeón de la Copa Chile y Semifinalista de la Copa Libertadores, tiene el 3.º lugar en récord de invictos mundiales después del Celtic (de Escocia) y la Juventus (de Italia).

- Club Palestino. En 1938 se funda, su objetivo era un club social para la colectividad palestina de Santiago, se ubicó en la calle Santo Domingo, posteriormente adquirió un estadio en la Avenida Kennedy, es el estadio más grande de santiago tiene la piscina más honda de Chile, trampolín olímpico, piscina olímpica, dos gimnasios 20 canchas de tenis, un Court central, donde incluso Chile ha jugado la Copa Davis, 2 canchas profesionales de Fútbol, multicanchas techadas, pista de atletismo , cancha de Hockey patín, salones, entre muchas otras instalaciones. Posteriormente el club también fue trasladado al estadio.

El Club Palestino, llamado también popularmente Estadio Palestino, es un Club social y deportivo ubicado en la ciudad de Santiago en la comuna de Las Condes, en la Avenida Kennedy.
El Club surgió como el Club social de la Colectividad Palestina en Santiago ubicado en la calle Santo Domingo 673, fue fundado en 1938,  el primer directorio fue presidido por don Nicolás Yarur,  e integrado por los señores Placido Musalem, Salomón Ahues, Jacob Zaggmut, Saleh Yunis, Bishara Thumala, Emilio Deik, Guillermo Cumsille y Sabas Chahuan. Así el Club se fue transformando el punto de encuentro de la Colectividad Palestino-Árabe que crecía tanto en número como en importancia, grandes empresarios e impulsores de la industria en Chile eran inmigrantes o hijos de inmigrantes, como las familias, Sumar, Yarur, Nadurie, Hirmas, Gidi, Hasbun, Chahuan, Comandari, Arbuch entre otras.
Así el Club y las necesidades de la colectividad palestina fueron creciendo lo que significó que bajo la presidencia de Don Jorge Yarur Banna, más específicamente en 1955, la colectividad decidiera la construcción de un estadio, instalaciones deportivas, ya no solo era necesario un club social, si no la construcción de una piscina, canchas de tenis, futbol, entre otras, primero se pensó en un terreno en la intersección de Manquehue con Av. Las Condes, pero luego se adquirió el Fundo Chacra Suecia con 3,46 ha, hoy el Club Palestino, esto se financió mediante una seria de letras de cambio emitidas por el Banco de Crédito e Inversiones (BCI). Luego la Municipalidad de Las Condes Expropio 2,4 ha, quedando en la actualidad el club con 12,6 ha.
En el año 1965 se puso la primera piedra de la construcción de la nueva sede con la bendición de Monseñor José María Caro, Arzobispo de Santiago en ese entonces. Posteriormente en el año 1962 se comenzó con la Constructora Enrique Gidi y Cia, con el proyecto realizado por los arquitectos: Bolton, Larrain Prieto y Lira y el diseño de jardines fue realizado por un diseñador japonés. En el año 1968 tomó la presidencia de Club Palestino don Carlos Abu-Mohor Touma quien terminó la construcción de la sede con una piscina olímpica y una piscina de niños.
El Club Palestino cuenta con diversos salones, Pista de Patinaje, el mayor centro de Tenis del País, un Gimnasio con cancha profesional de Basketball, canchas de squash, padle, 12 canchas de pasto sintético de futbolito y 3 canchas de pasto sintético de fútbol profesional, una cafetería, un Bar-restorán, juegos infantiles, un minigolf, Las piscina más grande y profunda de Latinoamérica, un Curt Central de Tenis, donde incluso Chile ha hecho de local en Copa Davis.
La sede de Santo Domingo 673, fue vendida en la década de los 80´ cuando el Club Palestino se separó del Club Deportivo Palestino, Cuando Carlos Abu-Mohor presidía el Club Palestino y Ricardo Abu-Mohor presidía el Club Deportivo Palestino.
- Directorio Juvenil Club Palestino.

Es la institución juvenil árabe más antigua aun vigente en el país. En 1958 se conforma el primer Directorio Juvenil del Club Palestino, en la década de los 70 luego de un Congreso Nacional Juvenil Palestino, bajo la presidencia de Eduardo Khamis surge El Festival de La Canción Palestina, llegando a transformarse en el segundo festival más importante de Chile, detrás del de Viña del Mar, tocando grupos de la importancia de Soda Stereo.

## Organizaciones e instituciones árabes en Chile
- La Unión Árabe de beneficencia, institución la cual vela por los ancianos de la colectividad y chilenos, esta cuenta con un hogar de ancianos ubicada en la calle Callejón lo Ovalle, en la comuna de San Miguel en Santiago.
- La Juventud Homsiense  en 1913 (calle Dardignac), una clínica a beneficencia para la gente de escasos recursos que se mantiene vigente.[12]
- El Estadio Sirio . En 1938 (Avenida Francia), un club que tiene el fin de mantener unida a la colonia siria, desarrollando diversas actividades deportivas, culturales, etc. El Club Sirio Unido se encuentra actualmente en la Avenida Vitacura.[13]
- Alianza Árabe de Chile. Institución sin fines de lucro que busca mantener y difundir nuestras tradiciones, cultura e idioma árabe.
- Círculo Libanés
- JOL (Jóvenes Chilenos de Origen Libanés)
- Cómite Democrático Palestino
- Colegio Árabe de Santiago[14]
- Unión General de Estudiantes Palestinos de Chile (UGEP-Chile)[15]
- AJPP (Asociación de Jóvenes por Palestina)
- Comunidad Musulmana[16]
- Club Unión Árabe de Viña del Mar y Valparaíso
- Juventud Árabe de Valparaíso y Viña del Mar. Congrega a los jóvenes chileno-árabes de la Quinta Región de Valparaíso desde el año 1967, teniendo como premisas fundamentales la difusión de su milenaria cultura, y un activo trabajo en pos del objetivo único de todos los Palestinos en la diáspora, Liberar Palestina.
- Décima Compañía de Bomberos de Valparaíso Bomba Chileno Árabe Eduardo Farley
- Sociedad de Damas Sirio Palestinas.
- Club Unión Árabe La Calera
- Fundación Palestina Belén 2000
- Hogar de Niños Sirio-Palestino
- Club Unión Árabe de Quillota.[17] Fundado el 15 de julio de 1928, es la Institución Árabe más antigua de Chile. El 27 de junio de 2008, inauguró su nueva sede, con casi 1.200 m², en Avenida 21 de mayo, Quillota.
- Club Libanés de Copiapó
- Club Unión Árabe de Talca
- Club Unión Árabe de San Fernando
- Estadio Árabe de Concepción
- JUPAC (Juventud Palestina de Concepción)
- Colegio Árabe de Concepción
- Colegio Árabe de Viña del Mar
- Centro Social y Cultural Mundo Árabe de Iquique, que agrupa a: -Juventud por Palestina de Iquique -Deportivo Palestino Iquique -Conjunto de Dabke y Danzas Árabes Al Helm Al Arabi de Iquique -Conjunto de Dabke Infantil Al Hayat de Iquique.
- Centro Árabe de Temuco
- Unión Árabe por Palestina de Temuco[18]
- Juventud Árabe por Palestina de Valdivia[19]

## Periódicos
Producto de la inmigración se publicaron varios periódicos:
En árabe:
- Al Murched
- Al Watan
- Al Munir
- Aschabibat
- Al Hadi

En español:
- Mundo Árabe
- Jeque
- Al Damir

Bilingües: 
La Reforma (al-Islah) 

## La colectividad palestina de la diáspora en Chile
Una de las principales colectividades en el país es la palestina. La mayoría de éstos palestinos llegaron a principios del siglo XX escapando del Imperio otomano, ya que eran principalmente de religión cristiana, dedicándose a trabajar en el sector comercial.
Los comienzos de la integración árabe en Chile fue bastante difícil, ya que la xenofobia a la cual se vieron afectados fue bastante importante, ya que se les consideró como inmigrantes de segunda clase, llenos de desvirtudes, que se desempeñaban en el sector económico más despreciado por la aristocracia chilena, el comercio ambulante. Los palestinos en Chile, a pesar de sus diferencias culturales con la sociedad chilena, lograron compenetrarse y formar parte importante de la clase media del país, aunque algunos de sus miembros ostentan algunas de las riquezas más grandes del país.
El barrio Patronato en Santiago, es destacado como el barrio árabe en donde viven y trabajan hasta hoy gran parte de los palestinos asentados en Chile, pero en cada rincón del país, hay un "baisano" (como se les llama cariñosamente). Las comunidades más destacadas son generalmente: Santiago, Talca, Viña del Mar, Valparaíso, La Calera, Quillota, Cabildo, Linares.
Un hecho que demuestra la importancia de la colonia palestina es la utilización de al menos 7 futbolistas chileno-palestinos (como Roberto Bishara) en la selección de fútbol de Palestina. También se ve reflejada la influencia de esta comunidad en el deporte en el Estadio Palestino y en el Club Deportivo Palestino, en Primera División del fútbol chileno

## Algunos destacados chilenos de origen árabe

### Personalidades
| Políticos - Carlos Bianchi Chelech - Sergio Bitar Chacra - Fuad Chahín - Francisco Chahuan - Patricio Hales Dib - Mario Hamuy Berr - Jose Musalem Saffie - Leopoldo Pérez Lahsen - Edmundo Pérez Yoma - Hosain Sabag - Marcela Sabat - Rafael Tarud Siwady - Pablo Zalaquett - Daniel Jadue - Carlos Melej Nazar - Rodrigo Delgado - Isabel Plá - Juan Carlos Muñoz Abogabir - Claudio Huepe - Rafael Tarud - José Musalem - Alejandro Noemí - Alejandro Hales - Francisco Chahuan - Monica Zalaquett - Jorge Tarud - Juanita Dip - Issa Kort - Pedro Sabat - Karim Bianchi - Eugenio Tuma - Joaquin Tuma - Jorge Brito Hasbun - Vlado Mirosevic - Alejandro Chelen - José Durana Semir - Sandra Amar - Sofia Cid - Nicolás Noman - Gustavo Hasbun | Empresarios - Jorge Selume - Álvaro Saieh - Aníbal Mosa - Jorge Yarur Banna - Salomón Súmar - Gustavo Hasbún - Pablo Milad - Checho Hirane Deportistas - Roberto Bishara - Daúd Gazale - Nicolás Massú - Sergio Messen - Luis Musrri - Arturo Salah - Jorge Jottar Religiosos - Fernando Chomali - Raúl Hasbún - Sergio Valech | Artistas e intelectuales - Sabas Chahuán - Benedicto Chuaqui - Diamela Eltit - Walter Garib - Alfredo Jaar - Lorenzo Jaar - Nicolás Jaar - Miguel Littin - Mahfud Massis - Camila Hirane - Carlos Massad - Lina Meruane - Nelly Meruane - Ricardo Meruane - Ishtar Yasin Gutiérrez - José Zalaquett - Faride Zerán |